# Hypericum oaxacanum
Hypericum oaxacanum är en johannesörtsväxtart. Hypericum oaxacanum ingår i släktet johannesörter, och familjen johannesörtsväxter.

## Underarter
Arten delas in i följande underarter:
- H. o. oaxacanum
- H. o. veracrucense